# Памятник Францу Ксаверу Габельсбергеру (Мюнхен)
Памятник Францу Ксаверу Габельсбергеру — установленный в Мюнхене в честь основателя стенографии в Германии и изобретателя новой её системы.
Открыт в 1890 году в ознаменование 100-летнего юбилея со дня рождения Франца Ксавьера Габельсбергера (1789—1849).
Автор бронзового памятника скульптор Сириус Эберле. 
Памятник изображает Габельсбергера сидящим на каменном постаменте. Памятник зарегистрирован как исторический памятник в Баварском списке памятников.